# Nyctophilus walkeri
Nyctophilus walkeri är en fladdermusart som beskrevs av Thomas 1892. Nyctophilus walkeri ingår i släktet Nyctophilus och familjen läderlappar. IUCN kategoriserar arten globalt som livskraftig. Inga underarter finns listade i Catalogue of Life.
Denna fladdermus förekommer i norra Australien i nordöstra Western Australia, norra Northern Territory och nordvästra Queensland. Habitatet utgörs av dammar i klippiga områden med växter av släktena Melaleuca och Pandanus samt av galleriskogar, främst med palmer av släktet Livistona.